# Kultura gwałtu

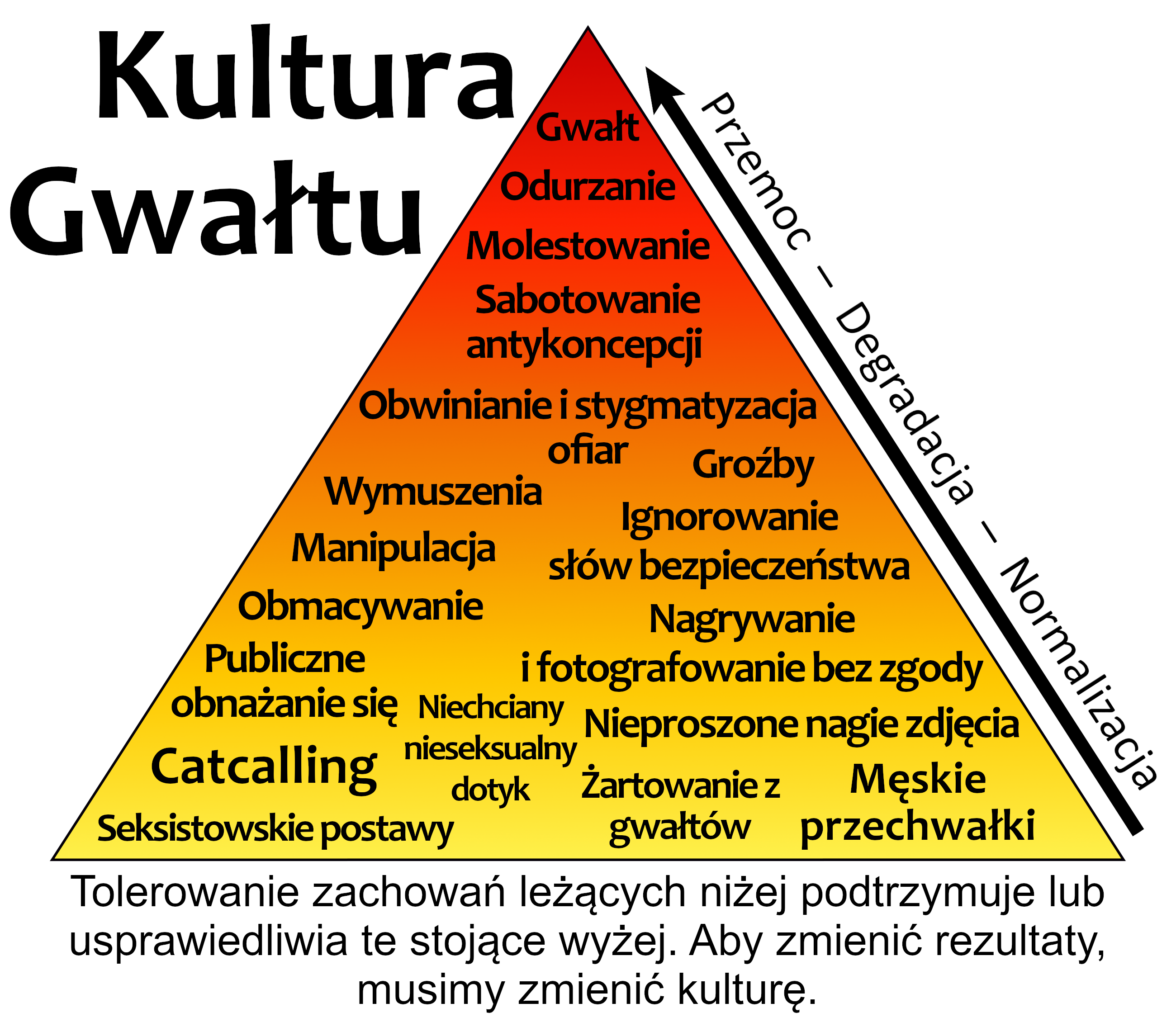
Piramida kultury gwałtu wg 11thprincipleconsent.org

Kultura gwałtu – określenie hipotezy, w myśl której zjawisko powszechnej przemocy seksualnej, w tym zgwałceń, jest legitymizowane przez niektóre społeczne normy i przekonania, często rozpowszechniane poprzez środki masowego przekazu.
Niektóre badania wykazały współwystępowanie mitów dotyczących zgwałceń, obwinianie ofiar i trywializację zjawiska z przejawami rasizmu, homofobii, nietolerancji religijnej i innych form dyskryminacji.

## Powszechność zgwałceń
Według niektórych źródeł np. w USA 14–25% kobiet zostało zgwałconych przynajmniej raz. Głównymi sprawcami przemocy o charakterze seksualnym są mężczyźni, z kolei ofiarami zgwałceń padają przede wszystkim kobiety, np. odsetek zgwałceń na mężczyznach wynosi w USA około 13% wszystkich zanotowanych zgwałceń, z kolei sprawcami są przede wszystkim mężczyźni.
Mężczyźni częściej zmuszają kobiety do pocałunków, a według ankiety przeprowadzonej w USA na grupie około dwustu studentów płci męskiej 40% przyznało się do rozpinania przemocą jakiejś części damskiej garderoby, a 13% przyznało się do wymuszenia siłą stosunku seksualnego. Kobiety częściej ulegają mężczyznom, którzy namawiają i wymuszają stosunek seksualny, w jednej z ankiet przyznało się do tego 44% kobiet.
Od 64% do 96% wszystkich popełnionych przez mężczyzn zgwałceń nie zostaje zgłoszona, między 6% a 14,9% mężczyzn dopuściło się zgwałcenia lub usiłowania zgwałcenia.

## Kulturowe mity tworzące klimat wspierania zgwałceń
Kultura gwałtu objawia się także poprzez powszechność przekonań trywializujących znaczenie i zasięg przemocy seksualnej, obwiniających ofiary lub poprzez seksualne uprzedmiotawianie kobiet. Biorąc pod uwagę statystyki zgwałceń oraz obecność owych przekonań wśród społeczeństwa, bardzo wiele kultur zachodnich, muzułmańskich i innych kwalifikuje się pod pojęcie kultury gwałtu.
Martha Burt opracowała kwestionariusz, którego celem jest określenie, jak dalece rozpowszechnione są mity wspierające kulturę gwałtu:
1. Kobieta odwiedzająca na pierwszej randce mężczyznę w domu, sygnalizuje, że zgadza się na kontakty seksualne.
2. Nie każda kobieta może zostać zgwałcona.
3. Czasami kobiety kłamliwie donoszą o gwałcie, aby zwrócić na siebie uwagę.
4. Każda zdrowa kobieta może się oprzeć gwałcicielowi, jeśli naprawdę tego chce.
5. Kobiety, chodząc bez stanika, w szortach lub obcisłej bluzce, prowokują do gwałtu.
6. W przypadku większości gwałtów ofiara ma złą opinię i skłonność do wielu partnerów seksualnych.
7. Jeżeli dziewczyna pozwala na pocałunki i pieszczoty, jej winą jest, gdy sprawy wymkną się spod kontroli i partner wymusi na niej stosunek seksualny.
8. Jeżeli autostopowiczka zostanie zgwałcona, zasłużyła na to, gdyż nie powinno się wsiadać do nieznanych samochodów.
9. Jeżeli kobieta zadziera nosa i uważa, że to poniżej jej poziomu odzywać się do facetów na ulicy, to powinna dostać nauczkę.
10. Wiele kobiet nieświadomie pragnie gwałtu i może bezwiednie tak pokierować sytuacją, że do niego dojdzie.
11. Jeżeli kobieta upije się na imprezie i odbędzie stosunek z napotkanym tam mężczyzną, inni mężczyźni mają prawo myśleć, że im też się to należy.
12. Wiele kobiet donoszących o gwałcie kłamie, aby się odegrać na oskarżanym mężczyźnie.
13. Wiele, a może nawet większość gwałtów, to wymysł kobiet, które stwierdziły, że są w ciąży.

Według założeń kultury gwałtu wielu obowiązujących przekonań przekierowuje winę za zgwałcenie na ofiarę. Większość Amerykanów powyżej 50. roku życia uważa ofiarę zgwałcenia za współwinną, jeżeli ubierała się wyzywająco. Badania pokazały jednak, że wyzywający ubiór ofiary nie zwiększa ryzyka zgwałcenia, a wręcz onieśmiela napastnika. Większość Amerykanów, w tym także kobiety, jest przekonana o tym, że kobiety lubią być namawiane do seksu. Wielu ludzi jest przekonanych, że gdy kobieta mówi „nie”, myśli „tak”, że wszystkie kobiety lubią silnych i natarczywych mężczyzn oraz że gwałciciele są doprowadzani do szaleństwa przez pożądanie seksualne, że kobiety w głębi serca pragną być zgwałcone oraz że kobiety nie mogą zajść w ciążę w wyniku zgwałcenia. Każde z tych przekonań podważa krzywdę, jaka wynika z seksualnej napaści, przenosząc część winy na samą ofiarę. W ten sposób przyczyniają się do tworzenia klimatu pobłażliwości dla sprawców i braku współczucia dla ofiar.

## Fantazje seksualne i kultura gwałtu
Między 31 a 57% kobiet ma fantazje seksualne, w których są zmuszane do seksu wbrew własnej woli, przy czym dla 9-17% są to fantazje ulubione lub częste. W wielu przypadkach popełnionych zgwałceń błędna interpretacja tego faktu może być pretekstem do podtrzymywania mitu o tym, że kobiety lubią być gwałcone, jednakże 55% tych fantazji ma charakter ściśle lub częściowo awersyjny, ponadto między 37 a 57% kobiet zgwałconych waginalnie doświadcza zespołu stresu pourazowego. W około połowie przypadków podczas fantazji tego typu pojawia się też motyw uwodzenia, co sugeruje brak podłoża masochistycznego.
Za częste występowanie fantazji erotycznych dotyczących zgwałceń u kobiet odpowiada prawdopodobnie kultura gwałtu i związana z nią ogólnodostępna pornografia oraz inne obrazy przemocy wobec kobiet.